# Жозефина (узел)
Жозефи́на (от англ. Josephine Knot) — декоративный узел. Является неотъемлемой частью узора плетения. Чаще заплетают несколькими нитями. При заплетании узла «Жозефина» требуется терпение, следует следить за плоским вязанием, расправлять нити спицей, следить за одинаковым размером петель.
Узел «Жозефина» отличают от «плоского» узла. В «плоском» узле — продольное натяжение коренных концов двух тросов, ходовые концы прихвачены к коренным. В узле «Жозефина» все четыре коренных конца натянуты поперечной (приблизительно равной) тягой.
Также является одним из «любовных» узлов. Форму узла «Жозефина», поперечного кольцу, используют ювелиры при изготовлении кольца для помолвки, сделанного из спаренных в одно колец из золотых проволок, в сравнении с кольцом в форме плоского узла, продольного кольцу, сделанного из одной серебряной проволоки, чтобы подчеркнуть, что кольцо — дешевле, и охотнее закладывают в ломбард.

## Галерея

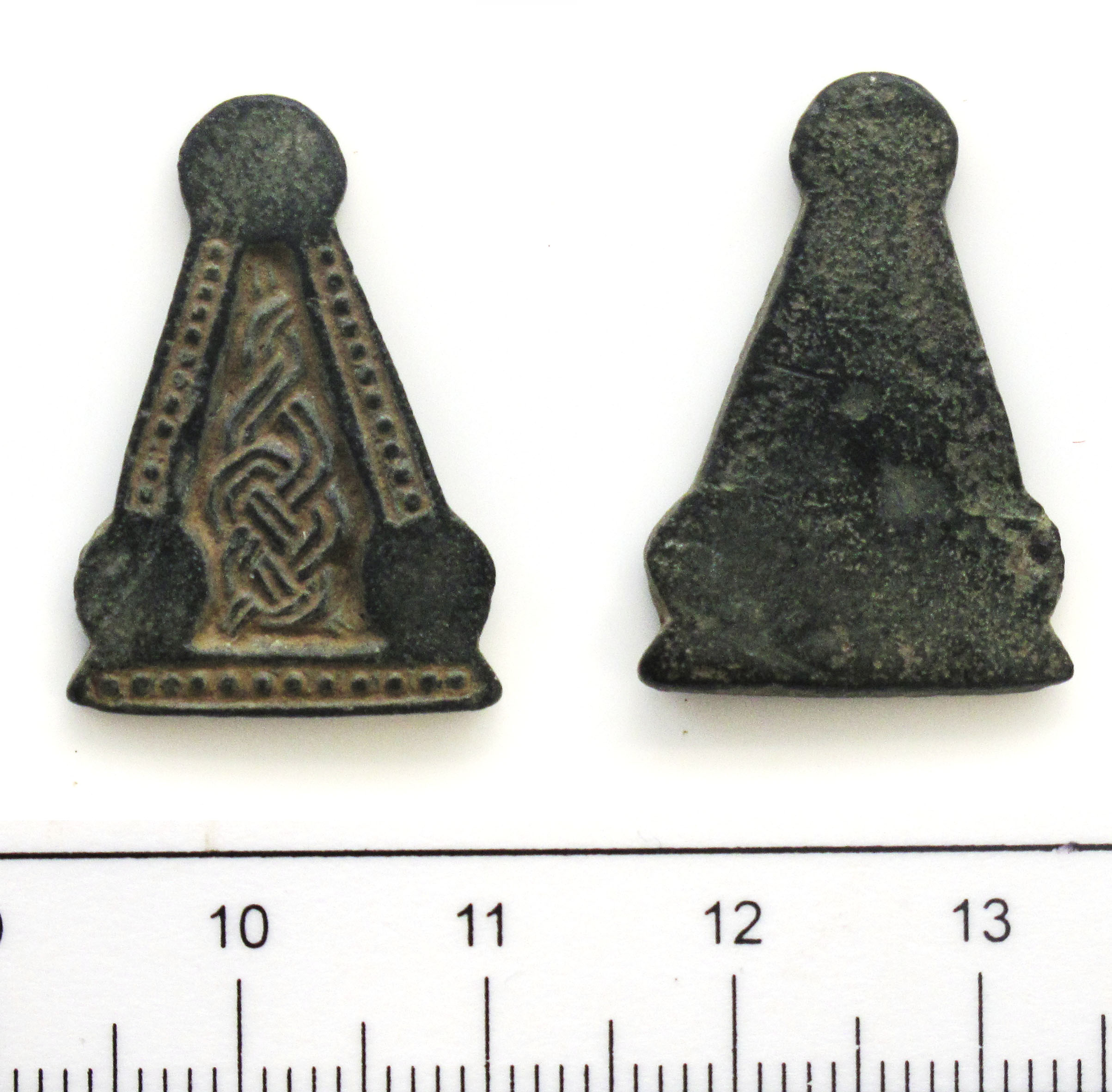
англосаксонский медный штамп, 575—650 годы, Portable Antiquities Scheme
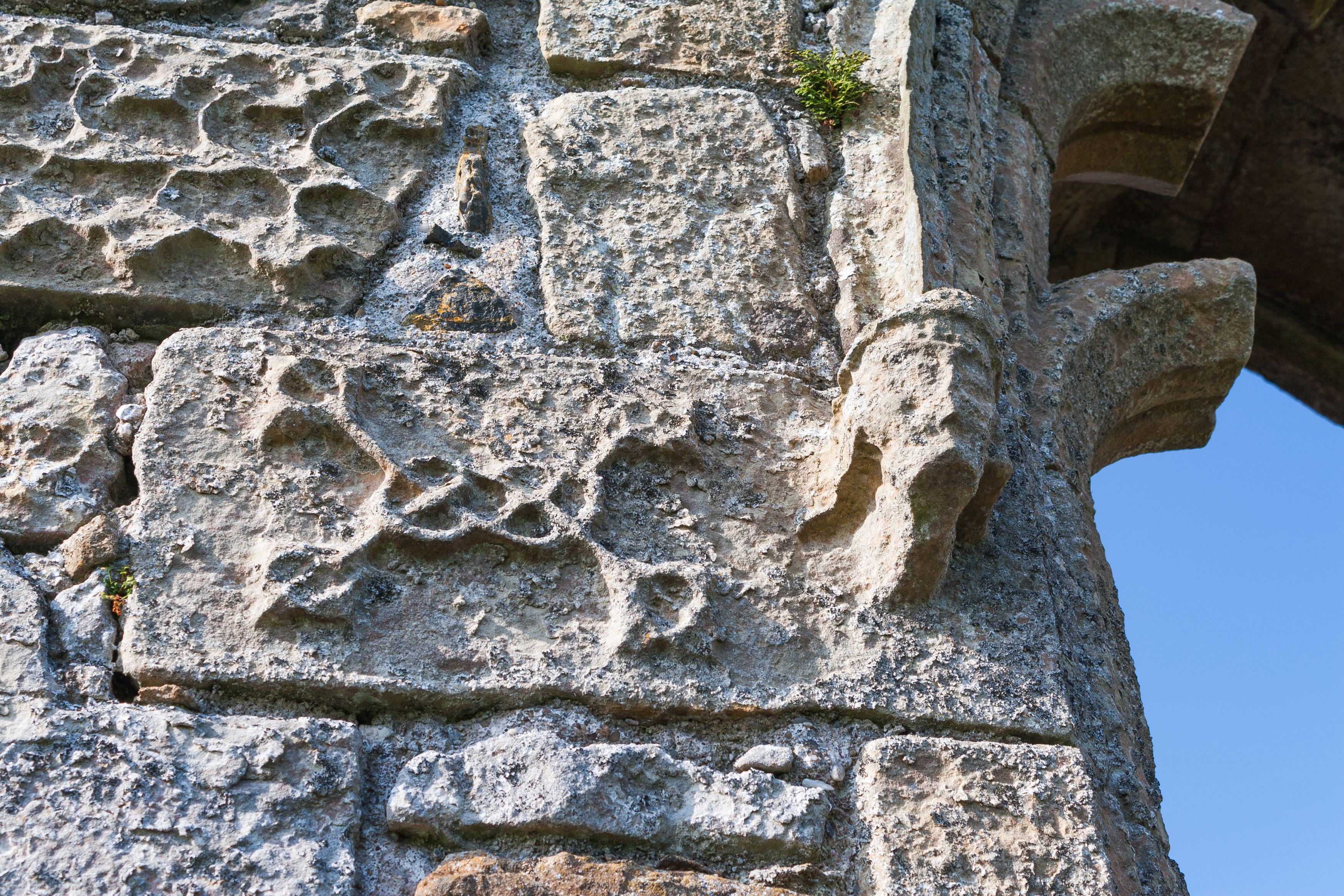
церковь en:Bonamargy Friary
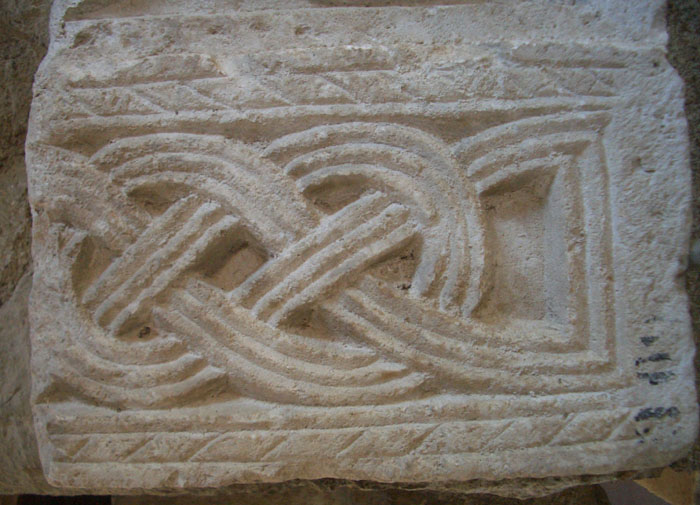
Сплит (город)
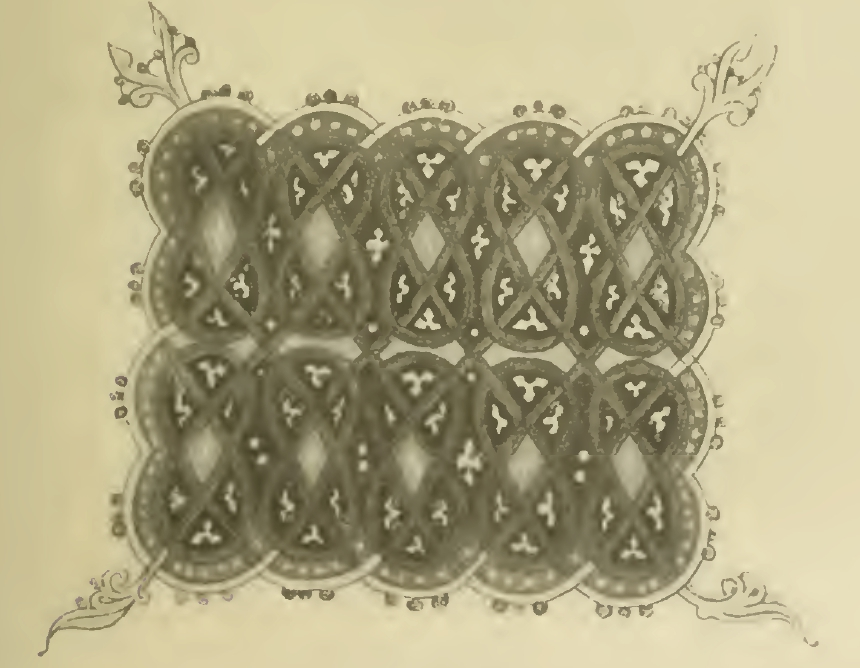
орнамент из книги «Исторические очерки по русскому орнаменту в рукописях», 1917
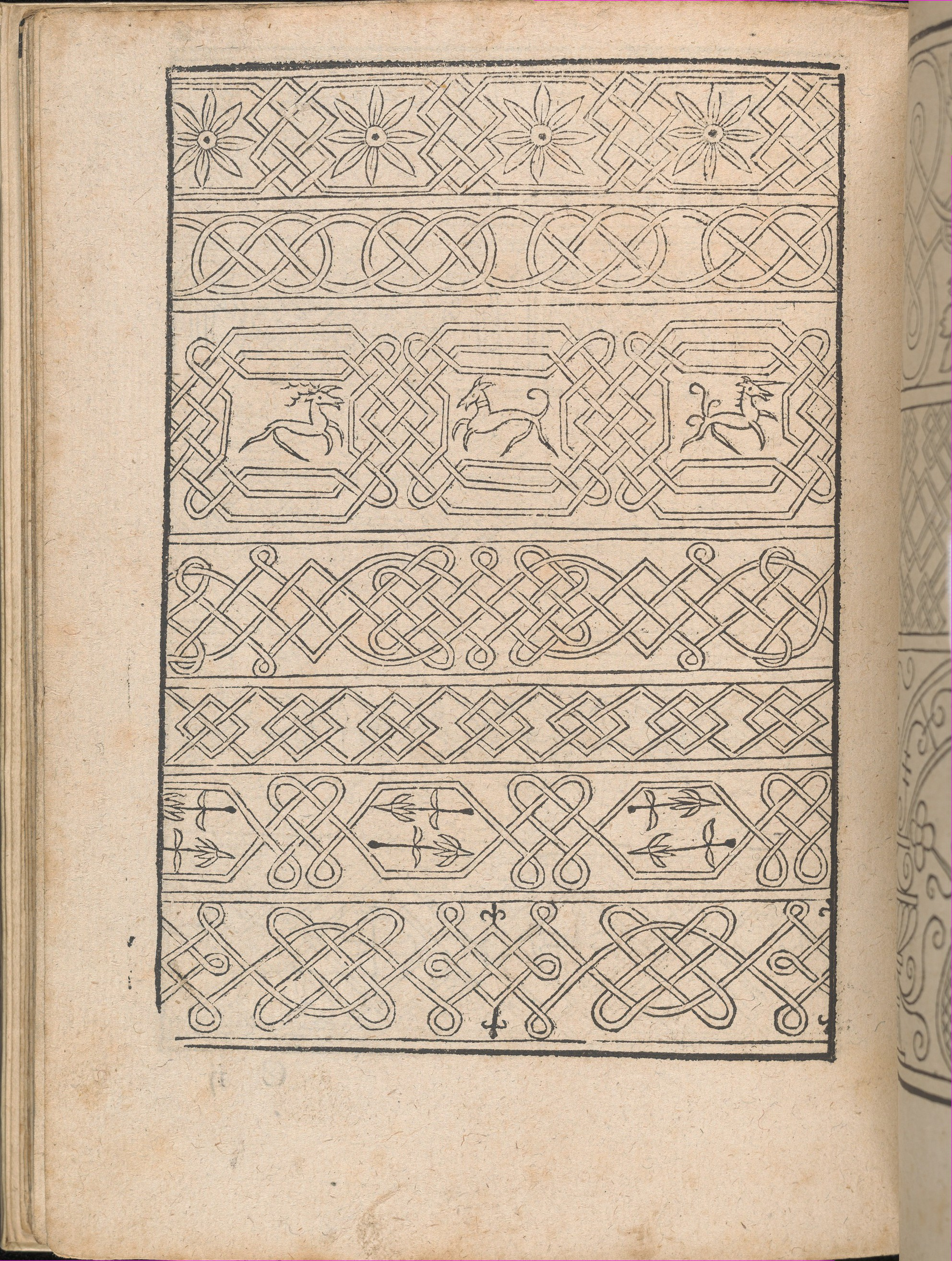
орнамент из книги Book Prints Ornament & Architecture; Books, 1556, Метрополитен-музей
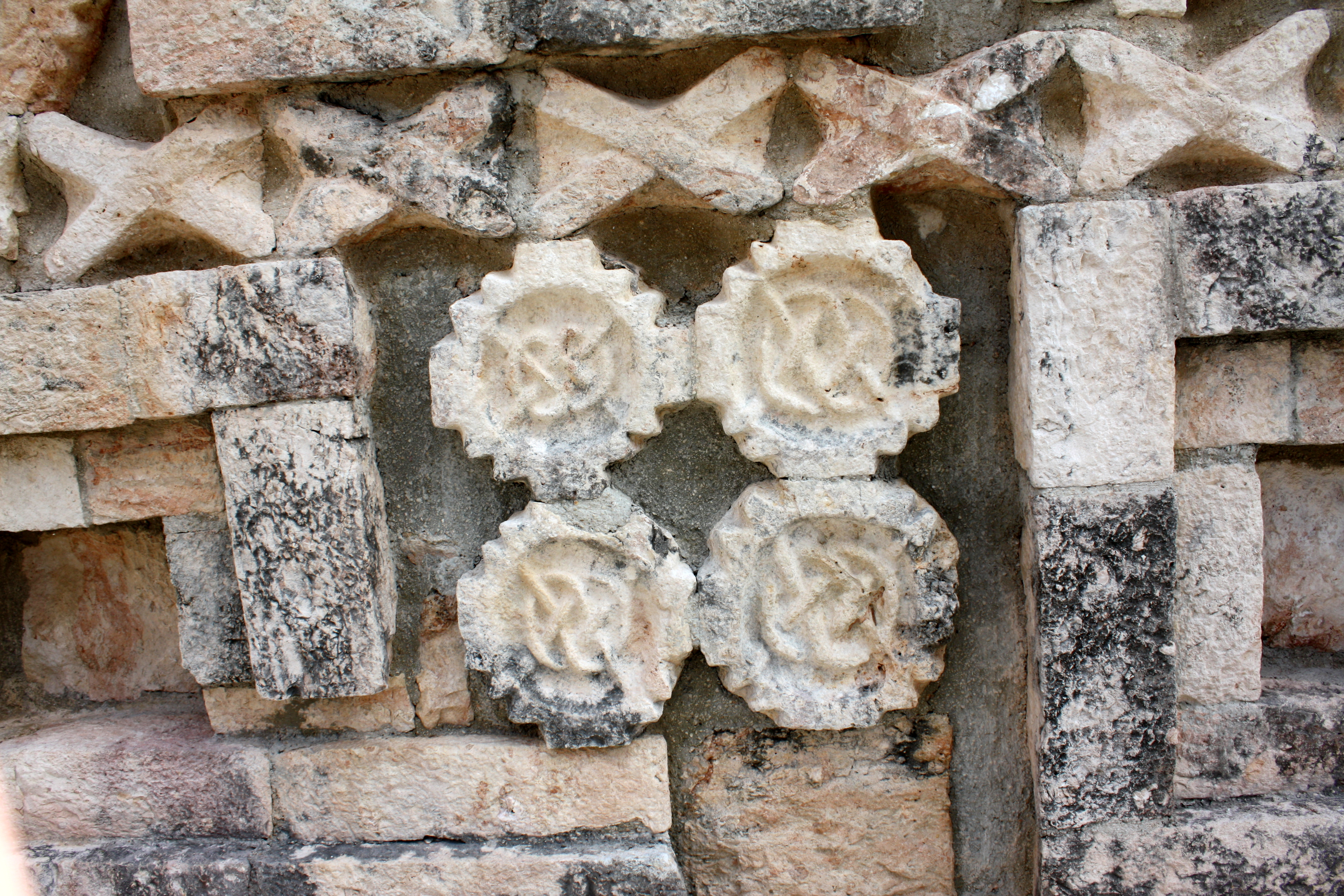
Grand Pyramid, Ушмаль
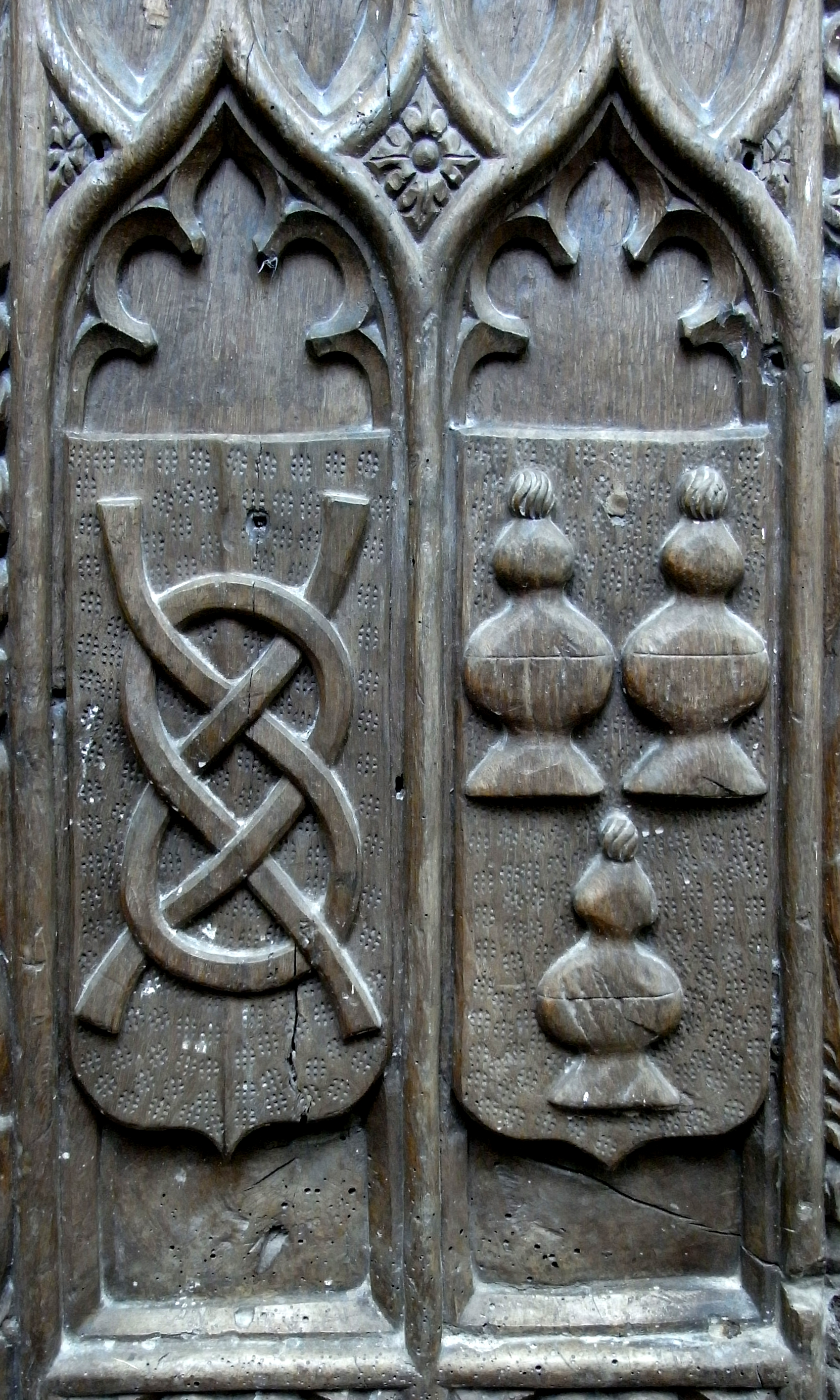
узел на скамье (вид сзади) церкви XV века, en:Monkleigh
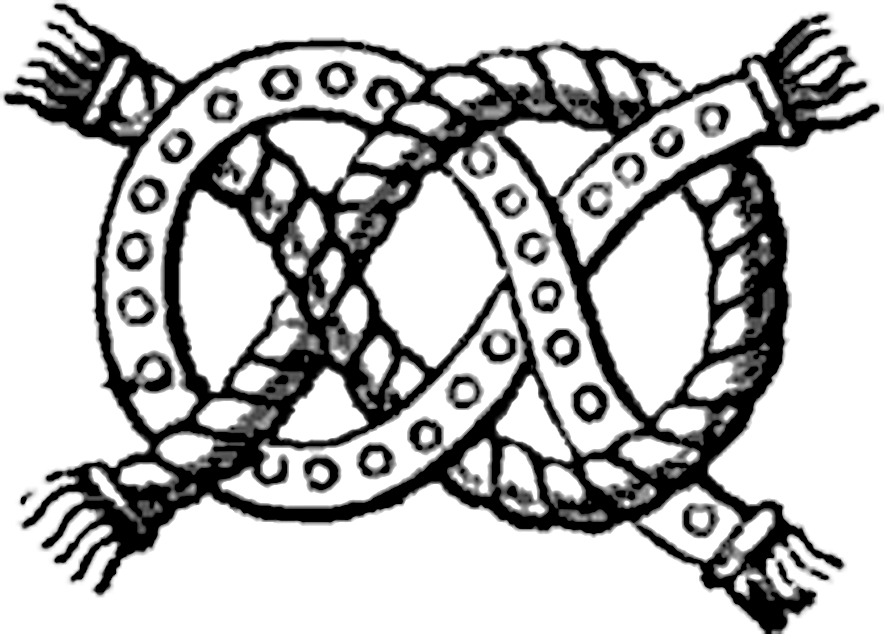
геральдический узел en:Wake knot
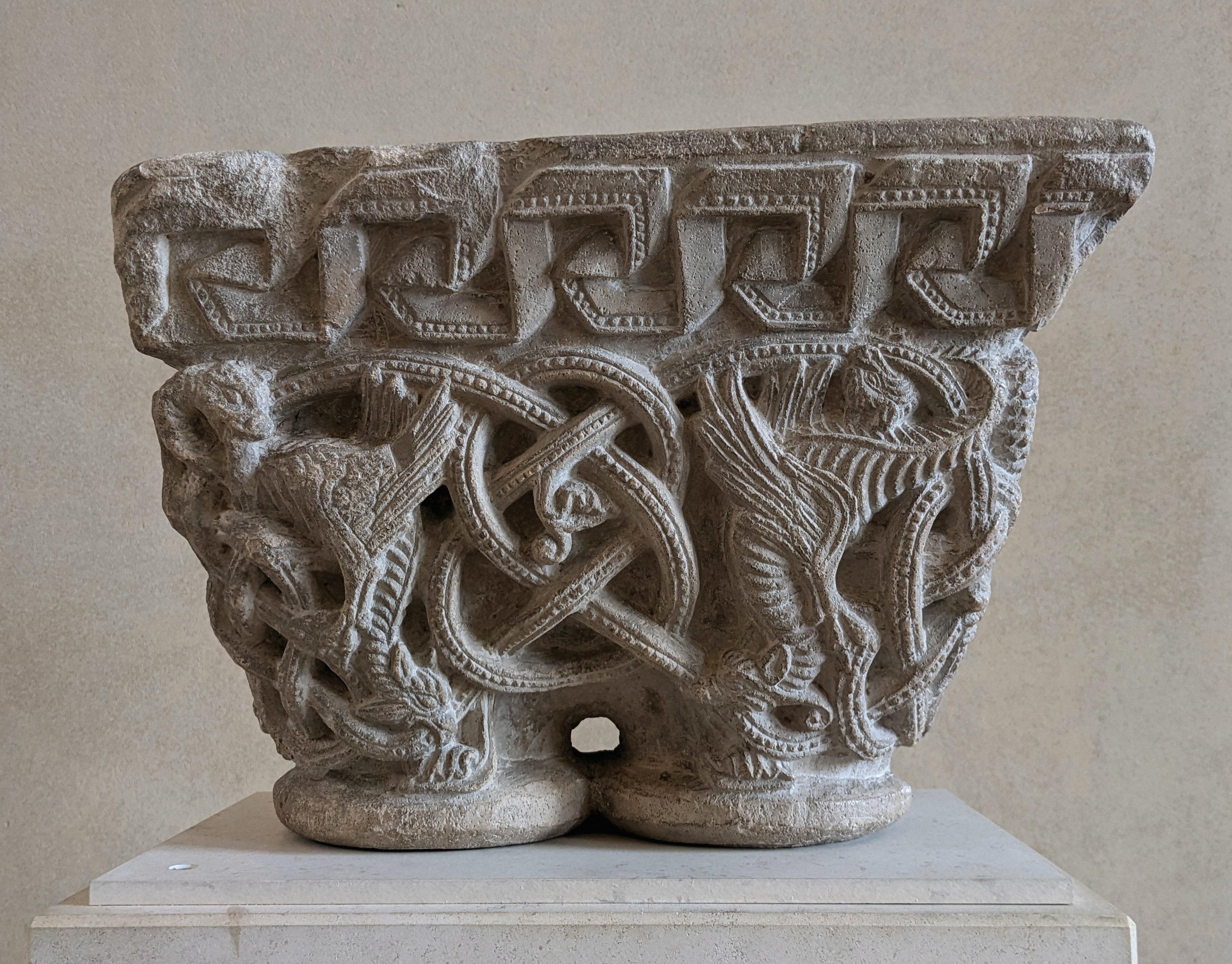
двойная капитель, между 1100 и 1133, Лувр
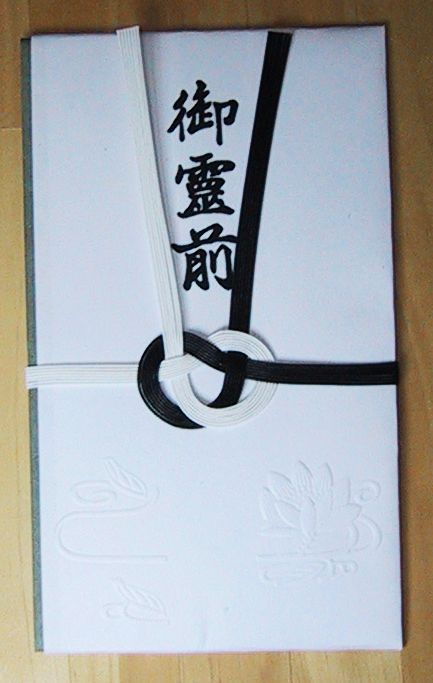
конверт украшенный en:Mizuhiki
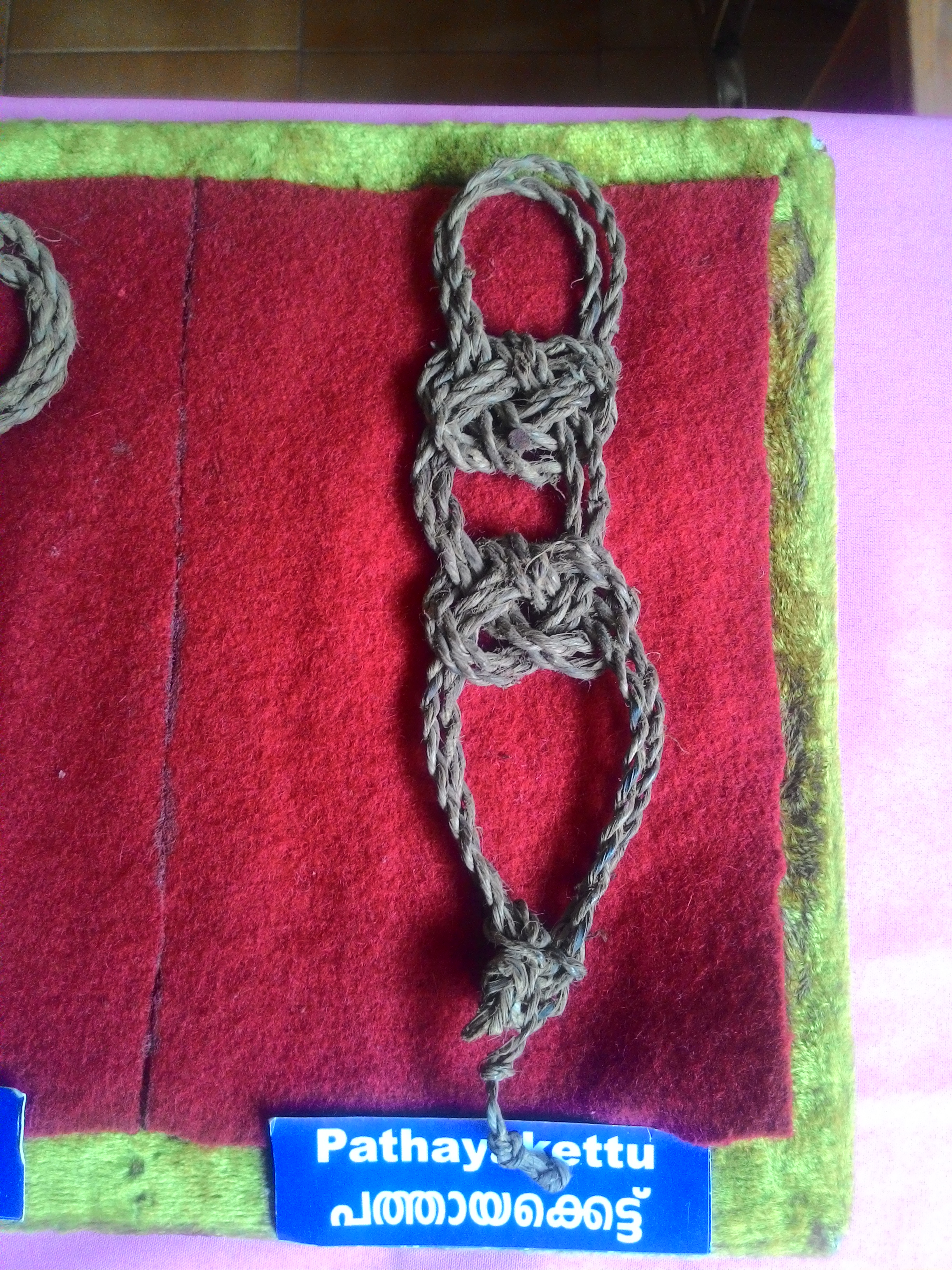
старая система связи племен Кералы с использованием узлов

1. ↑  Буслаев Ф. И., Исторические очерки по русскому орнаменту в рукописях.  — Петроград:Тип. Академии наук, 1917